# Opération Wellhit
Libération de la France (Seconde Guerre mondiale)
Batailles
France
- Paddle
- Fusilade
- Astonia
- Dunkerque
- Wellhit
- Undergo
- Nancy
- Arracourt
- Metz (Fort Driant)

Belgique
- Moerbrugge
- Geel
- Escaut

Pays-Bas
- Market Garden
- Overloon
- Broekhuizen

Allemagne
- Forêt de Hürtgen
- Aix-la-Chapelle
- Colline du Crucifix
- Clipper
- Queen

L’ Opération Wellhit est une offensive alliée, sous commandement britannique, commencée le 17 septembre 1944 et s'étant terminée le 22 septembre 1944 par la prise de Boulogne-sur-Mer. 

## Déroulement
Les défenses terrestres de Boulogne étaient incomplètes, beaucoup de troupes de la garnison étaient de seconds ordres et démoralisées par leur isolement et dans l'incapacité évidente de soutenir une défense efficace. Aucun des points forts ne s'est battu jusqu'au bout, préférant se rendre face à des forces puissantes. Leur commandant, Ferdinand Heim, avait une appréciation réaliste de la situation.
La vulnérabilité de Boulogne n'a pas été appréciée par Harry Crerar, qui a jugé qu'un assaut complet serait nécessaire, soutenu par de lourds bombardements de la terre, de l'air et de la mer. Ainsi, il devait être certain du succès, afin de maintenir l'élan à la suite de la chute du Havre et de maintenir la pression psychologique sur les forteresses restantes de Calais et de Dunkerque.
Les Canadiens ont obtenu des renseignements utiles sur les défenses allemandes grâce à des informations provenant de civils évacués (8 000 ont été expulsés par les occupants) et avec l'aide de la Résistance française locale. Le 17 septembre, il y a eu un grand bombardement de quatre-vingt-dix minutes, employant plusieurs centaines de bombardiers lourds. Cette tentative de destruction des défenses était étonnamment inefficace. Les pertes restèrent négligeables et les installations permanentes ont peu souffert de dommages. De plus, les cratères de bombes se sont avérés être un véritable obstacle pour les véhicules blindés soutenant les attaques d'infanterie,.
L'attaque principale vient par l'est. L'artillerie allemande représentait une menace pour l'assaut principal. Dans l'attaque principale, deux brigades d'infanterie avancent parallèlement sur la route principale de l'est. La 8e Brigade d'infanterie canadienne serait au nord tandis que la 9e Brigade d'infanterie canadienne serait au sud. Une fois la principale zone urbaine capturée, la 8e brigade défricherait la zone autour du Fort.
Les attaques principales se sont bien passées. La 8e Brigade capture du château de Rupembert[Où ?] et son installation radar. L'avance rapide de la 9e Brigade est rapide. La 79e division blindée (Royaume-Uni) prend d'assaut Boulogne par le centre. 
Le 20 septembre, les environs du nord de Boulogne sont tenus par les Canadiens. La dernière résistance majeure était dans deux forteresses sur la péninsule d'Outreau à Saint-Étienne-au-Mont. Un ultimatum appelant à une reddition rapide a été prononcé par des haut-parleurs.